# ريوتا أويوا
ريوتا أويوا (باليابانية: 大岩 亮太) (مواليد 5 أغسطس 1996)، هو لاعب كرة قدم سابق كان يلعب كمهاجم.

## وصلات خارجية
- ريوتا أويوا على موقع رابطة كرة القدم اليابانية للمحترفين (اليابانية)
- ريوتا أويوا على موقع Soccerway.com (الإنجليزية)
- ريوتا أويوا على موقع عالم كرة القدم.نت (الإنجليزية)